# Thặng Tứ
Thặng Tứ (chữ Hán phồn thể:嵊泗縣, chữ Hán giản thể: 嵊泗县, âm Hán Việt: Thặng Tứ huyện) là một huyện thuộc địa cấp thị Chu Sơn, tỉnh Chiết Giang, Cộng hòa Nhân dân Trung Hoa. Quận này có diện tích 86 km², dân số 80.000 người. Các đảo Thặng Tứ nằm ở nằm ở khu vực biển đông bắc Chiết Giang, nằm về phía đông vịnh Hàng Châu, đông nam cửa sông Trường Giang.
Mã số bưu chính của Thặng Tứ là 202450. Chính quyền nhân dân quận Thặng Tứ đóng ở số 388, đường Sa Hà, trấn Thái Viên. Về mặt hành chính, huyện Thặng Tứ được chia thành 3 trấn, 4 hương. Tổng cộng có 11 khu cư dân, 48 ủy ban thôn.
- Trấn: Thái Viên, Thặng Sơn, Dương Sơn.
- Hương: Ngũ Long, Hoàng Long, Cẩu Kỷ, Hoa Ô.